# Коргорка
Коргорка (рос. Коргорка) — присілок Бокситогорського району Ленінградської області Росії. Входить до складу Климовського сільського поселення.
Населення — 8 осіб (2012 рік). 